# Збірожа
Збірожа (пол. Zbiroża) — село в Польщі, у гміні Мщонув Жирардовського повіту Мазовецького воєводства.
Населення — 80 осіб (2011).
У 1975-1998 роках село належало до Скерневицького воєводства.

## Демографія
Демографічна структура станом на 31 березня 2011 року:
|          | Загалом | Допрацездатний вік | Працездатний вік | Постпрацездатний вік |
| -------- | ------- | ------------------ | ---------------- | -------------------- |
| Чоловіки | 42      | 6                  | 32               | 4                    |
| Жінки    | 38      | 6                  | 20               | 12                   |
| Разом    | 80      | 12                 | 52               | 16                   |